# Mitchel Michaelis
Mitchel Michaelis (Den Helder, 1 juli 1993) is een Nederlands voetballer die als doelman voor Koninklijke HFC speelt. Eerder kwam Michaelis in het betaald voetbal uit voor FC Volendam en Go Ahead Eagles.

## Clubcarriere
Mitchel Michaelis speelde in de jeugd van WGW, FC Den Helder, HVV Hollandia en FC Volendam. Van 2011 tot 2015 was hij reservekeeper van FC Volendam, en kwam zodoende niet in actie. In 2015 vertrok hij naar hoofdklasser OFC uit Oostzaan, waar hij één seizoen speelde. In 2016 keerde hij weer terug bij FC Volendam, waar hij weer reservekeeper werd en vooral met Jong FC Volendam in de Derde divisie actief was. Hij debuteerde in het eerste elftal van FC Volendam op 21 september 2018, in de met 1-0 verloren uitwedstrijd in de Eerste divisie tegen Jong PSV. Hij kwam na de rust in het veld voor de geblesseerd geraakte Jordi van Stappershoef.
Door blessureleed bij de andere doelman stond Michaelis de volgende maanden als eerste doelman onder de lat bij FC Volendam, totdat hij in december zelf geblesseerd raakte. Op 8 december kwam Michaelis vroeg in het duel tegen FC Twente in botsing met aanvaller Rafik Zekhnini en brak hij zijn jukbeen en oogkas. Een aantal dagen later werd hij ontslagen uit het ziekenhuis. In februari 2018 keerde Michaelis terug bij de wedstrijdselectie.
Na een 5-0 uitnederlaag bij FC Twente in maart gaf trainer Hans de Koning Michaelis de kans onder de lat ten faveure van Jordi van Stappershoef. Een paar weken later viel hij echter opnieuw geblesseerd uit, in het duel tegen TOP Oss. Hierdoor miste hij bijna de gehele eerste seizoenshelft van het seizoen 2019/20, waarna hij gedurende de tweede seizoenshelft op de bank zat onder nieuwe trainer Wim Jonk. FC Volendam besloot aan het einde van het seizoen zijn aflopende contract niet te verlengen. Michaelis speelde uiteindelijk 18 duels in het eerste elftal van de club.
Michaelis was eerst rond met OFC, waar hij in het verleden al een seizoen speelde. Na een geslaagde proefperiode bij Go Ahead Eagles besloot de doelman echter om de overstap te maken naar Deventer. Hij tekende een eenjarig contract, met een optie voor een tweede seizoen. Bij Go Ahead Eagles was Michaelis tweede doelman, achter Jay Gorter. Op 5 januari 2021 maakte Michaelis zijn debuut voor Go Ahead Eagles in het duel tegen Jong PSV. Hierin viel hij echter geblesseerd uit, waarmee het seizoen voor hem voorbij was. Aan het einde van het seizoen zette Michaelis een punt achter zijn profloopbaan en ging hij aan de slag bij Koninklijke HFC in de Tweede divisie.

### Statistieken in het betaalde voetbal

#### Beloften
| Seizoen                         | Club             | Land            | Competitie             | Competitie | Competitie | Overig | Overig | Totaal | Totaal |
| Seizoen                         | Club             | Land            | Competitie             | Wed.       | Dlp.       | Wed.   | Dlp.   | Wed.   | Dlp.   |
| ------------------------------- | ---------------- | --------------- | ---------------------- | ---------- | ---------- | ------ | ------ | ------ | ------ |
| 2016/17                         | Jong FC Volendam | Nederland       | Derde divisie zaterdag | 15         | 0          | –      | –      | 15     | 0      |
| 2017/18                         | Jong FC Volendam | Nederland       | Derde divisie zaterdag | 13         | 0          | 0      | 0      | 13     | 0      |
| Totaal beloften                 | Totaal beloften  | Totaal beloften | Totaal beloften        | 28         | 0          | 0      | 0      | 28     | 0      |
| Bijgewerkt op 22 september 2018 |                  |                 |                        |            |            |        |        |        |        |

#### Senioren
| Seizoen                       | Club            | Land            | Competitie      | Competitie | Competitie | Beker | Beker | Overig | Overig | Totaal | Totaal |
| Seizoen                       | Club            | Land            | Competitie      | Wed.       | Dlp.       | Wed.  | Dlp.  | Wed.   | Dlp.   | Wed.   | Dlp.   |
| ----------------------------- | --------------- | --------------- | --------------- | ---------- | ---------- | ----- | ----- | ------ | ------ | ------ | ------ |
| 2010/11                       | FC Volendam     | Nederland       | Eerste divisie  | 0          | 0          | 0     | 0     | 0      | 0      | 0      | 0      |
| 2011/12                       | FC Volendam     | Nederland       | Eerste divisie  | 0          | 0          | 0     | 0     | –      | –      | 0      | 0      |
| 2012/13                       | FC Volendam     | Nederland       | Eerste divisie  | 0          | 0          | 0     | 0     | 0      | 0      | 0      | 0      |
| 2013/14                       | FC Volendam     | Nederland       | Eerste divisie  | 0          | 0          | 0     | 0     | –      | –      | 0      | 0      |
| 2014/15                       | FC Volendam     | Nederland       | Eerste divisie  | 0          | 0          | 0     | 0     | 0      | 0      | 0      | 0      |
| 2015/16                       | OFC             | Nederland       | Hoofdklasse Zo. | ?          | ?          | ?     | ?     | ?      | ?      | ?      | ?      |
| 2016/17                       | FC Volendam     | Nederland       | Eerste divisie  | 0          | 0          | 0     | 0     | 0      | 0      | 0      | 0      |
| 2017/18                       | FC Volendam     | Nederland       | Eerste divisie  | 0          | 0          | 0     | 0     | –      | –      | 0      | 0      |
| 2018/19                       | FC Volendam     | Nederland       | Eerste divisie  | 16         | 0          | 1     | 0     | –      | –      | 17     | 0      |
| 2019/20                       | FC Volendam     | Nederland       | Eerste divisie  | 0          | 0          | 0     | 0     | –      | –      | 0      | 0      |
| 2020/21                       | Go Ahead Eagles | Nederland       | Eerste divisie  | 1          | 0          | 0     | 0     | –      | –      | 1      | 0      |
| Totaal senioren               | Totaal senioren | Totaal senioren | Totaal senioren | 17         | 0          | 1     | 0     | 0      | 0      | 18     | 0      |
| Carrièretotaal                | Carrièretotaal  | Carrièretotaal  | Carrièretotaal  | 45         | 0          | 1     | 0     | 0      | 0      | 46     | 0      |
| Bijgewerkt op 1 augustus 2021 |                 |                 |                 |            |            |       |       |        |        |        |        |